# Euippe subnubila
Euippe subnubila är en fjärilsart som beskrevs av Swinhoe 1902. Euippe subnubila ingår i släktet Euippe och familjen mätare. Inga underarter finns listade i Catalogue of Life.